# Bolikhamsai (provincija)
Bolikhamsai ili Borikhamxay (laoški:  ບໍລິຄໍາໄຊ) je jedna od šesnaest provincija u Laosu.

## Zemljopis
Provincija se nalazi u središnjem dijelu zemlje, prostire se na 14.863 km2.  Susjedne laoške provincije su Xiangkhouang na sjeveroistoku, Khammouan na jugu i Xaisomboun  na sjeveru te prefektura Vientiane na sjeverozapadu. Bolikhamsai ima granicu s dvijema državama s Tajlandom na zapadu i Vijetnamom na istoku.

## Demografija
Prema podacima iz 2004. godine u provinciji živi 214.900 stanovnika, dok je prosječna gustoća naseljenosti 14 stanovnika na km².

## Administrativna podjela
Provincija je podjeljena na šest distrikta.
| karta | kod        | ime         | laoški |
| ----- | ---------- | ----------- | ------ |
|       |            |             |        |
| 11–01 | Paksan     | ເມືອງປາກຊັນ   |        |
| 11–02 | Thaphabath | ເມືອງທ່າພະບາດ |        |
| 11–03 | Pakkading  | ເມືອງປາກກະດິງ |        |
| 11–04 | Bolikhanh  | ເມືອງບໍລິຄັນ    |        |
| 11–05 | Khamkeut   | ເມືອງຄຳເກີດ   |        |
| 11–06 | Viengthong | ເມືອງວຽງທອງ  |        |